# Oldřichov v Hájích (železniční zastávka)
Oldřichov v Hájích je železniční zastávka ve stejnojmenné obci na jihozápadním úpatí Jizerských hor v Libereckém kraji na severu České republiky. Prochází tudy železniční trať Liberec–Zawidów.

## Popis zastávky
Jednokolejná zastávka leží v oblouku železniční trati v těsném sousedství nechráněného železničního přejezdu, na němž se tato trať křižuje se silnicí III/2904. U přejezdu je zbudován rozcestník turistických tras nazvaný „Oldřichov v Hájích – železniční stanice“ a na silnici se západně od zastávky nachází zastávka autobusů pojmenovaná stejně jako uvedený turistický rozcestník.